# Championnat arabe masculin de volley-ball 2002
Navigation
Jordanie 2000 Bahreïn 2006
Le 13e Championnat arabe de volley-ball masculin a lieu à Amman, Jordanie du 2 août 2002 au 11 août 2002.

## Tour préliminaire

### Composition des groupes
| Poule A                                | Poule B                                                    |
| -------------------------------------- | ---------------------------------------------------------- |
| Algérie Qatar Jordanie Syrie Palestine | Tunisie Égypte Arabie saoudite Bahreïn Émirats arabes unis |

## Phase finale

### Places 1 à 4
|  | Demi-finales | Demi-finales |                        |   | Finale                                  | Finale                                  |
|  | Demi-finales | Demi-finales |                        |   | Finale                                  | Finale                                  |
|  |              |              |                        |   |                                         |                                         |
|  | 9.08.02,     | 9.08.02,     |                        |   | 11.08.02, 10-25 25-21 23-25 29-27 13-15 | 11.08.02, 10-25 25-21 23-25 29-27 13-15 |
|  | 9.08.02,     | 9.08.02,     |                        |   | 11.08.02, 10-25 25-21 23-25 29-27 13-15 | 11.08.02, 10-25 25-21 23-25 29-27 13-15 |
|  | Tunisie      | 3            |                        |   | 11.08.02, 10-25 25-21 23-25 29-27 13-15 | 11.08.02, 10-25 25-21 23-25 29-27 13-15 |
|  | Tunisie      | 3            |                        |   | 11.08.02, 10-25 25-21 23-25 29-27 13-15 | 11.08.02, 10-25 25-21 23-25 29-27 13-15 |
|  | Jordanie     | 0            |                        |   | 11.08.02, 10-25 25-21 23-25 29-27 13-15 | 11.08.02, 10-25 25-21 23-25 29-27 13-15 |
|  | Jordanie     | 0            | Algérie                | 2 |                                         |                                         |
|  | 9.08.02,     |              | Algérie                | 2 |                                         |                                         |
|  |              | Tunisie      | 3                      |   |                                         |                                         |
|  | Algérie      | Tunisie      | 3                      | 3 |                                         |                                         |
|  | Algérie      |              |                        | 3 |                                         |                                         |
|  | Égypte       | 1            |                        |   |                                         |                                         |
|  | Égypte       | 1            | Match pour la 3e place |   |                                         |                                         |
|  |              |              |                        |   |                                         |                                         |
|  | 11.08.02,    |              |                        |   |                                         |                                         |
|  |              |              |                        |   |                                         |                                         |
|  | Égypte       | 3            |                        |   |                                         |                                         |
|  | Égypte       | 3            |                        |   |                                         |                                         |
|  | Jordanie     | 1            |                        |   |                                         |                                         |
|  | Jordanie     | 1            |                        |   |                                         |                                         |

## Classement final
| Place              | Équipe   |
| ------------------ | -------- |
| Médaille d'or      | Tunisie  |
| Médaille d'argent  | Algérie  |
| Médaille de bronze | Égypte   |
| 4                  | Jordanie |